# Pas bezpieczeństwa

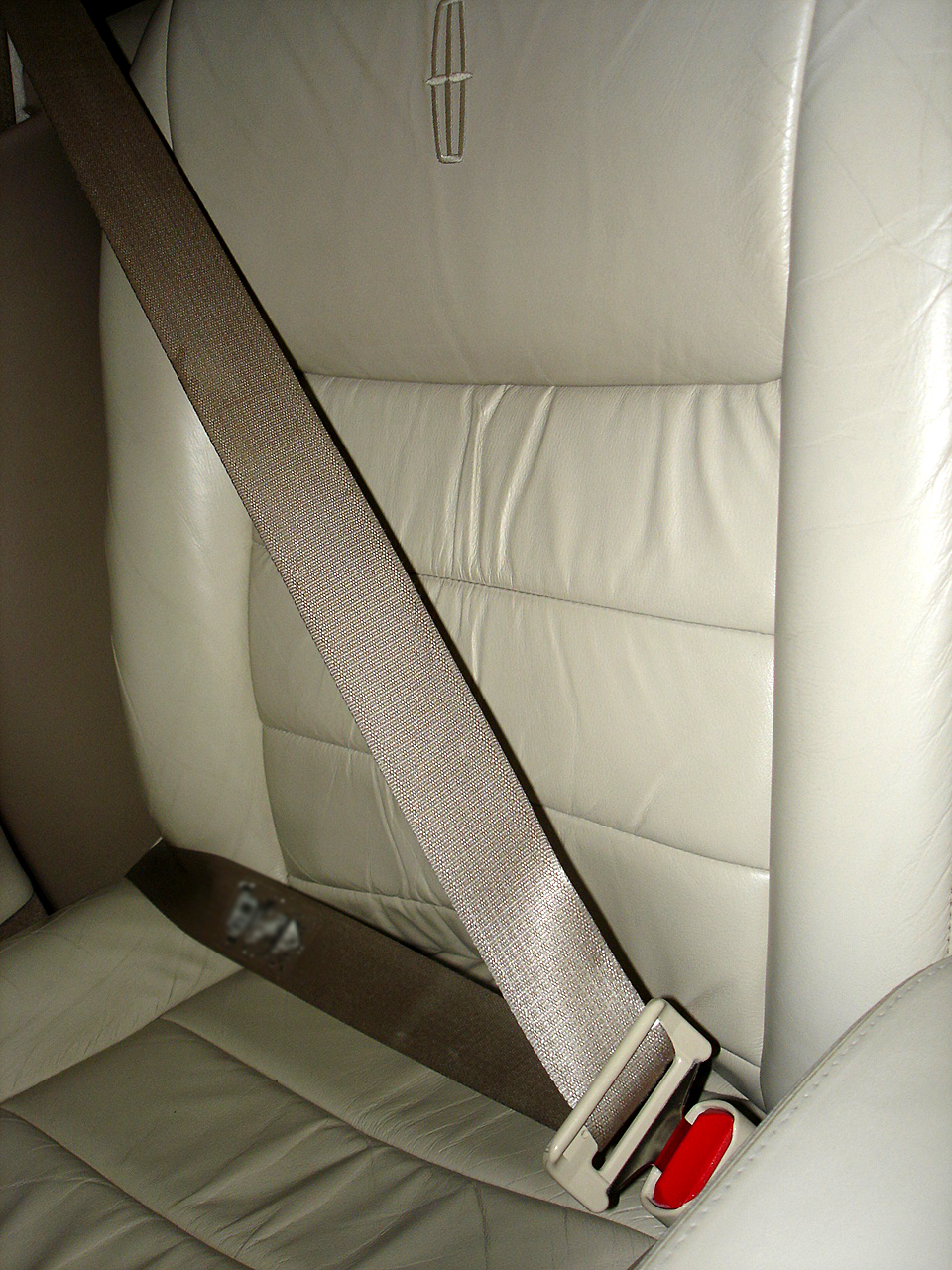
3-punktowy pas bezpieczeństwa w samochodzie

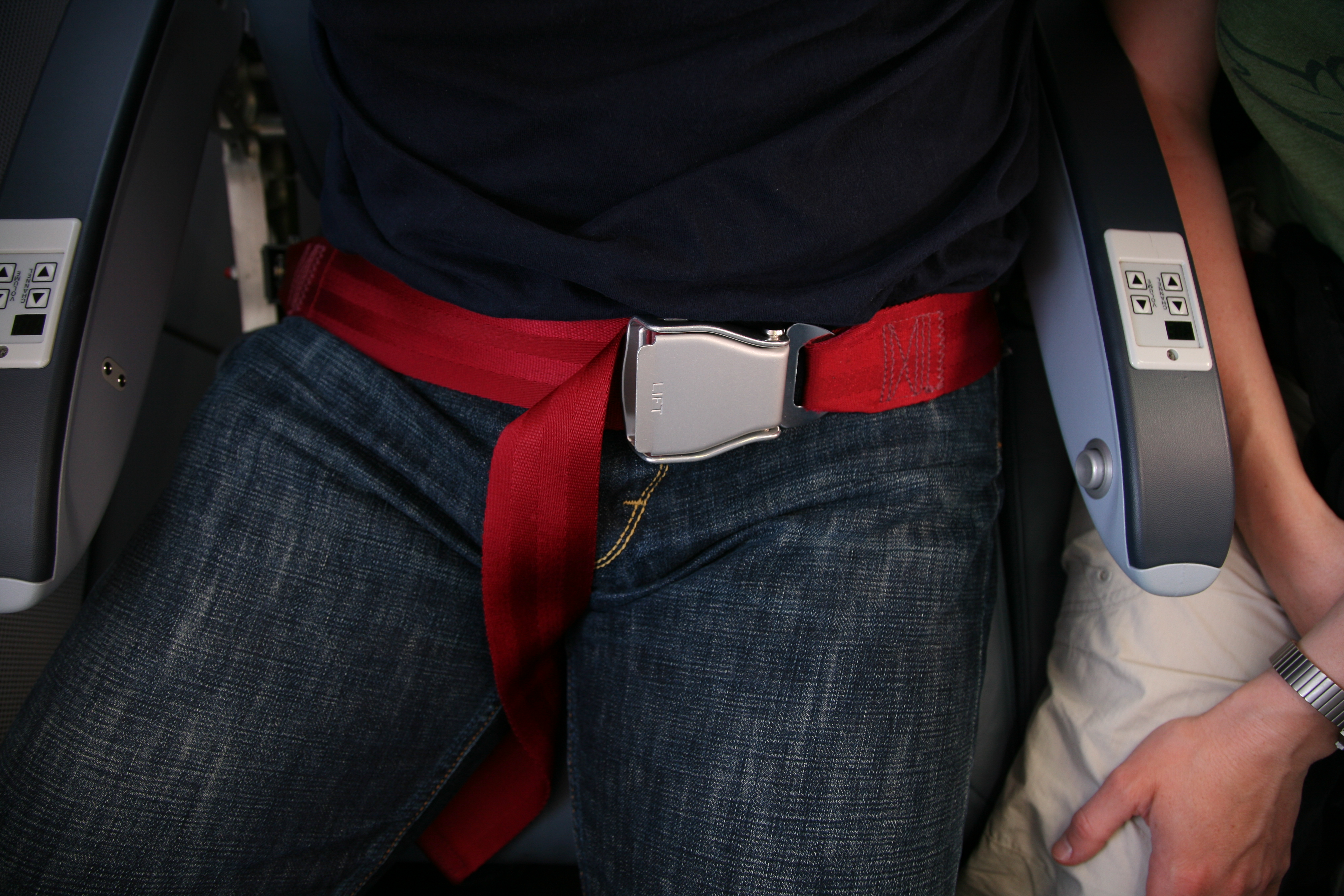
Pas bezpieczeństwa w samolocie

Pas bezpieczeństwa – pas z tkaniny lub tworzywa sztucznego montowany w samochodzie lub samolocie, który po zapięciu częściowo chroni ludzi przed uszkodzeniami ciała w razie zderzenia lub gwałtownego hamowania samochodu, lub wpadnięcia samolotu w turbulencje.
Ścisłe powiązanie pasażerów ze szkieletem kabiny samochodu tworzącym klatkę bezpieczeństwa za pomocą ciasno dopasowanych pasów bezpieczeństwa pozwala użytkownikom pojazdu wytracić prędkość podczas zderzenia wraz z samochodem. Dzięki temu mniejsze są działające na nich przyspieszenia (opóźnienia). Dorośli pasażerowie „związani” są z kabiną 3-punktowym, automatycznym pasem barkowo-biodrowym lub 2-punktowym pasem biodrowym. Kierowcy rajdowi używają 5- a nawet 6-punktowych pasów.
Nieprawidłowo zapięte pasy grożą kalectwem, a nawet śmiercią. Przede wszystkim należy zwrócić uwagę na prawidłowe ułożenie pasa. Jego część biodrowa powinna przebiegać pod kolcami biodrowymi, a część barkowa – przez środek mostka i środek ramienia. By osiągnąć odpowiedni efekt należy poświęcić kilka chwil na ustawienie punktu mocowania. Po zapięciu pasa wystarczy pociągnąć jego część barkową do góry, by pas ściśle przylegał do ciała. Zalecane jest wielokrotne powtarzanie tej czynności w trakcie jazdy.

## Historia
Po raz pierwszy pasy bezpieczeństwa w samolotach zastosowano w latach 20. XX wieku, zaś w pojazdach samochodowych w latach 50. W 1955 roku Ford wprowadził je do seryjnej produkcji, ale zakończyło się to fiaskiem; następnie w 1958 roku Volvo wprowadziło pasy biodrowo–ramienne, tym razem z powodzeniem.
Obowiązek zapinania pasów bezpieczeństwa z przodu wprowadzono po raz pierwszy w 1970 w Australii, w stanie Wiktoria. W Polsce zapinanie pasów stało się obowiązkowe w roku 1983, zaś w roku 1991 wprowadzono dodatkowo obowiązek zapinania wszystkich pasów, także tylnych.
Głównym powodem wprowadzenia pasów bezpieczeństwa do pojazdów samochodowych (osobowe, ciężarowe, terenowe itp.) była ochrona kierowcy i pasażerów przed poważnymi i tragicznymi skutkami zderzeń czołowych; niezapięty kierowca lub pasażer(-owie) w momencie zderzenia przemieszczał się siłą bezwładności do przodu, co prowadziło do uderzeń ciała w elementy wyposażenia kabiny lub do wypadnięcia z wnętrza pojazdu przez przednią szybę.
Oprócz samych pasów bezpieczeństwa dodatkowo stosuje się napinacze pasów, które w przypadku zderzenia mają za zadanie docisnąć kierowcę lub pasażera do fotela poprzez odciągnięcie zapięcia pasa do tyłu.

## Ciekawostka historyczna
W numerze 6 polskiego czasopisma „AUTO” z 1929 roku na stronie 31, zamieszczono obszerny artykuł autorstwa majora pilota Bolesława Stachonia pt. „Zastosowanie pasów bezpieczeństwa w samochodowych imprezach sportowych”. Autor, na podstawie własnych doświadczeń pilota oraz obserwacji wypadków na torach samochodowych, sugeruje zastosowanie pasów bezpieczeństwa w automobilach wyścigowych. W konkluzji artykułu przewiduje w przyszłości sensowność zastosowania pasów w samochodach osobowych.
W latach 30. XX w. w Polsce niektórzy kierowcy samochodów rajdowych wzorem znanego sportowca Witolda Rychtera używali biodrowych pasów bezpieczeństwa. Osoby, które ich nie stosowały, prędko raniły się w głowę od szybkiej jazdy na wybojach lub wypadały z aut.

## Podział pasów bezpieczeństwa
- statyczne (długość pasa każdorazowo była dopasowana do wymiarów ciała kierowcy lub pasażera) i bezwładnościowe (wyposażone w mechanizm sprężynowego zwijania pasa; umożliwiają pochylenie ciała bez konieczności odpinania pasa),
- aktywne (posiadają klamrę spinającą) i pasywne (nie posiadają klamry spinającej, po wejściu do środka pojazdu i zajęciu miejsca na fotelu kierowca lub pasażer automatycznie zapinany jest pasami),
- 2-punktowe (biodrowe) i 3-punktowe (ramienno-biodrowe).